# (259) Aletheia
(259) Aletheia és un asteroide que forma part del cinturó d'asteroides i va ser descobert per Christian Heinrich Friedrich Peters el 28 de juny de 1886 des de l'observatori Litchfield de Clinton, Estats Units. Està nomenat per la paraula grega per a veritat.

## Característiques orbitals
Aletheia orbita a una distància mitjana de 3,135 ua del Sol, podent apropar-se fins a 2,735 ua. Té una excentricitat de 0,1276 i una inclinació orbital de 10,81°. Triga 2027 dies a completar una òrbita al voltant del Sol.